# Нестерово (Чухломский район)
Нестерово — деревня в Чухломском муниципальном районе Костромской области. Входит в состав Повалихинского сельского поселения

## География
Находится в северной части Костромской области на расстоянии приблизительно 14 км на север-северо-восток по прямой от города Чухлома, административного центра района.

## История
Была нанесена на карту еще 1820 года. В 1872 году здесь было учтено 12 дворов, в 1907 году — 26.

## Население
Постоянное население составляло 72 человека (1872 год), 134 (1897), 144 (1907), 32 в 2002 году (русские 97 %), 24 в 2022.